# Discografia de Ed Sheeran
A discografia de Ed Sheeran, um cantor e compositor britânico, consiste em sete álbuns de estúdio, dois box sets, dois álbuns ao vivo, 23 extended plays, e 85 singles — incluindo nove promocionais e 26 nos quais é creditado como artista convidado. Sheeran começou a gravar música em 2004 e lançou os seus primeiros projectos independentemente. Em Abril de 2011, assinou um contrato com a distribuidora fonográfica Asylum. O seu álbum de estreia, +, estreou no primeiro posto no Reino Unido, onde recebeu o certificado de disco de platina por nove vezes e já vendeu mais de 2,7 milhões de unidades. "The A Team", o single de estreia de Sheeran, alcançou as dez melhores posições em vários países europeus, inclusive o RU, onde vendeu mais de um milhão de cópias até Setembro de 2017. Até Janeiro de 2017, cerca de quatro milhões de cópias de + já haviam sido vendidas ao redor do mundo.
× (2014), seu segundo trabalho de estúdio, permaneceu na liderança no Reino Unido por doze semanas e vendeu 3,5 milhões de unidades até ao fim da década, rendendo ao artista a certificação de disco de platina por doze vezes. Na América do Norte, rendeu a Sheeran o seu primeiro número um em ambos Canadá e Estados Unidos, recebendo o certificado de disco de platina por quatro vezes no último. Em outros lugares, atingiu o número um em mais treze países, incluindo a Alemanha, Escócia, Nova Zelândia, Suécia, e Irlanda, onde recebeu o certificado de disco de platina por quatorze vezes. Ao redor do mundo, × vendeu quase dez milhões de exemplares. Os singles "Sing", número um em nove países, e "Thinking Out Loud", foram também enormes sucessos comerciais, com este segundo sendo hoje um dos mais vendidos de sempre no Reino Unido e o melhor sucedido de Sheeran nos Estados Unidos, onde vendeu 5,6 milhões de unidades até Setembro de 2017. Em Maio de 2016, × foi anunciado como o segundo álbum mais vendido de 2015 e hoje é um dos mais vendidos de sempre no RU. ÷ (2017), terceiro trabalho de estúdio do cantor, estreou no primeiro posto de tabelas musicais de quatorze países, inclusive o Reino Unido, onde permaneceu na posição por vinte semanas. Todas dezasseis canções presentes no álbum conseguiram entrar na tabela de singles britânica, das quais dez alcançaram as dez melhores posições, um recorde. Alcançando o primeiro posto em tabelas musicais de 38 países, o single "Shape of You" tornou-se no maior êxito do artista, recebendo o certificado de disco de diamante no Canadá, Estados Unidos, França e Polónia, países nos quais foi também o trabalho mais vendido de 2017. "Perfect", o quarto single, foi igualmente bem sucedido, liderando tabelas musicais de 31 países e recebendo o certificado de disco de diamante na França e Alemanha. ÷ é o álbum mais vendido de Sheeran; até Maio de 2024, já havia vendido 22 milhões de unidades ao redor do mundo.
O quarto trabalho de estúdio de Sheeran, No.6 Collaborations Project (2019), estreou no primeiro posto em vinte tabelas musicais e foi um dos dez mais vendidos de 2019 e 2020 no Reino Unido. Os singles "I Don't Care", "Beautiful People", e "Take Me Back to London" conseguiram alcançar a liderança da tabela musical do Reino Unido. Uma colaboração com o rapper Stormzy intitulada "Own It" (2019) rendeu a Sheeran o seu nono número um no seu país natal. Em Outubro de 2021 foi lançado o seu quinto álbum de estúdio, =, que liderou as tabelas de mais de vinte países ao redor do mundo, inclusive o Reino Unido e os Estados Unidos. Os dois primeiros singles, "Bad Habits" e "Shivers", também lideraram as tabelas de vários países, inclusive o Reino Unido. Em 2023, Sheeran lançou dois álbuns de estúdio: - em Maio e Autumn Variations em Setembro. Ambos projectos alcançaram o topo da tabela musical do Reino Unido. "Eyes Closed", o primeiro single de - alcançou sucesso em torno do mundo, liderando a tabela do país natal do artista e recebendo o certificado de disco de platina na Austrália e no Canadá. No ano seguinte, o tema "A Beautiful Game", co-composto e gravado por Sheeran para a banda sonora da série de televisão Ted Lasso, rendeu-lhe um prémio Emmy. +–=÷× (Tour Collection), um álbum de compilação, foi lançado em 2024 e eventualmente tornou-se o oitavo de Sheeran a liderar a tabela de discos do Reino Unido. Play, o oitavo trabalho de estúdio de Sheeran, tem lançamento previsto para Setembro de 2025.
Até Dezembro de 2024, Sheeran já havia vendido mais de 200 milhões de álbuns e singles no mundo, fazendo dele um dos artistas recordistas de vendas de discos no mundo. No Reino Unido, o seu total de canções vendidas é de 53,8 milhões, enquanto o total de álbuns é de 14 milhões, sem ainda incluir os 4,6 mil milhões de unidades de streaming até Dezembro de 2019. Nos Estados Unidos, Sheeran é o 15.º artista com mais vendas digitais de canções, com vendas certificadas de 119 milhões.

## Álbuns

### Álbuns de estúdio
| Detalhes do álbum                                                                                               | Posições de pico nas tabelas musicais | Posições de pico nas tabelas musicais | Posições de pico nas tabelas musicais | Posições de pico nas tabelas musicais | Posições de pico nas tabelas musicais | Posições de pico nas tabelas musicais | Posições de pico nas tabelas musicais | Posições de pico nas tabelas musicais | Posições de pico nas tabelas musicais | Posições de pico nas tabelas musicais | Vendas                                                              | Certificações |
| Detalhes do álbum                                                                                               | RU                                    | ALE                                   | AUS                                   | CAN                                   | DIN                                   | EUA                                   | FRA                                   | IRL                                   | NZL                                   | PRT                                   | Vendas                                                              | Certificações |
| --- | ------------------------------------- | ------------------------------------- | ------------------------------------- | ------------------------------------- | ------------------------------------- | ------------------------------------- | ------------------------------------- | ------------------------------------- | ------------------------------------- | ------------------------------------- | ------------------------------------------------------------------- | --- |
| + - 9 de Setembro de 2011 - Atlantic - CD · download digital · vinil · streaming                                | 1                                     | 1                                     | 5                                     | 13                                    | 44                                    | 12                                    | 1                                     | 1                                     | 19                                    | —                                     | - Mundo: 13 000 000 - RU: 2 787 000 - EUA: 1 300 000                | - BPI: 9× Platina - ARIA: Diamante - BVMI: 3× Ouro - IFPI (DIN): 3× Platina - IRMA: 6× Platina - MC: 5× Platina - RIAA: 3× Platina - RMNZ: 8× Platina                      |
| × - 23 de Junho de 2014 - Atlantic - CD · download digital · vinil · streaming                                  | 1                                     | 1                                     | 1                                     | 1                                     | 5                                     | 1                                     | 5                                     | 1                                     | 1                                     | 2                                     | - Mundo: 9 657 000 - RU: 3 996 000 - CAN: 240 000 - EUA: 2 400 000  | - BPI: 13× Platina - AFP: Platina - ARIA: 11× Platina - BVMI: 4× Platina - IFPI (DIN): 9× Platina - MC: Diamante - RIAA: 6× Platina - RMNZ: 16× Platina - SNEP: 2× Platina |
| ÷ - 3 de Março de 2017 - Atlantic - CD · download digital · vinil · streaming                                   | 1                                     | 1                                     | 1                                     | 1                                     | 1                                     | 1                                     | 1                                     | 1                                     | 1                                     | 1                                     | - Mundo: 22 000 000 - RU: 4 333 000 - EUA: 2 583 000 - FRA: 600 000 | - BPI: 14× Platina - AFP: Platina - ARIA: 11× Platina - BVMI: 5× Platina - IFPI (DIN): 13× Platina - MC: Diamante - RIAA: 5× Platina - RMNZ: 18× Platina - SNEP: Diamante  |
| No.6 Collaborations Project - 12 de Julho de 2019 - Asylum · Atlantic - CD · download digital · streaming       | 1                                     | 2                                     | 1                                     | 1                                     | 2                                     | 1                                     | 2                                     | 1                                     | 1                                     | 1                                     | - Mundo: 2 692 000 - RU: 1 065 000 - EUA: 473 000 - FRA: 100 000    | - BPI: 3× Platina - ARIA: 2× Platina - BVMI: Platina - IFPI (DIN): 3× Platina - MC: 4× Platina - RIAA: Platina - RMNZ: 5× Platina - SNEP: Platina                          |
| = - 29 de Outubro de 2021 - Asylum · Atlantic - CD · download digital · vinil · streaming                       | 1                                     | 1                                     | 1                                     | 1                                     | 1                                     | 1                                     | 1                                     | 1                                     | 1                                     | 1                                     | - Mundo: 5 500 000 - RU: 1 160 000 - EUA: 207 000 - FRA: 355 000    | - BPI: 4× Platina - AFP: Ouro - ARIA: Platina - BVMI: Platina - IFPI (DIN): 3× Platina - MC: 4× Platina - RIAA: Platina - RMNZ: 4× Platina - SNEP: 3× Platina              |
| – - 5 de Maio de 2023 - Asylum · Atlantic - CD · download digital · vinil · streaming                           | 1                                     | 1                                     | 1                                     | 2                                     | 2                                     | 2                                     | 1                                     | 1                                     | 1                                     | 2                                     | - Mundo: 1 000 000 - RU: 206 000 - EUA: 321 000 - FRA: 48 000       | - BPI: Ouro - IFPI (DIN): Ouro - MC: Ouro - RMNZ: Platina - SNEP: Ouro |
| Autumn Variations - 29 de Setembro de 2023 - Gingerbread Man - CD · download digital · vinil · streaming        | 1                                     | 1                                     | 1                                     | 4                                     | 2                                     | 4                                     | 5                                     | 2                                     | 2                                     | 8                                     | - RU: 68 000 - EUA: 62 000 - FRA: 11 000                            | - BPI: Prata |
| Play - 12 de Setembro de 2025 - Gingerbread Man · Atlantic · Warner - CD · download digital · vinil · streaming | A ser lançado                         | A ser lançado                         | A ser lançado                         | A ser lançado                         | A ser lançado                         | A ser lançado                         | A ser lançado                         | A ser lançado                         | A ser lançado                         | A ser lançado                         | A ser lançado                                                       | A ser lançado |
| "—" denota itens que não conseguiram entrar nas tabelas musicais ou não foram lançados no território.           |                                       |                                       |                                       |                                       |                                       |                                       |                                       |                                       |                                       |                                       |                                                                     | |

### Álbuns de compilação
| Detalhes do álbum | Posições de pico nas tabelas musicais | Posições de pico nas tabelas musicais | Posições de pico nas tabelas musicais | Posições de pico nas tabelas musicais | Posições de pico nas tabelas musicais | Posições de pico nas tabelas musicais | Posições de pico nas tabelas musicais | Posições de pico nas tabelas musicais | Posições de pico nas tabelas musicais | Posições de pico nas tabelas musicais | Vendas                     | Certificações                                  |
| Detalhes do álbum | RU                                    | ALE                                   | AUS                                   | CAN                                   | ESC                                   | EUA                                   | FRA                                   | IRL                                   | NZL                                   | PRT                                   | Vendas                     | Certificações                                  |
| --- | ------------------------------------- | ------------------------------------- | ------------------------------------- | ------------------------------------- | ------------------------------------- | ------------------------------------- | ------------------------------------- | ------------------------------------- | ------------------------------------- | ------------------------------------- | -------------------------- | ---------------------------------------------- |
| +-=÷× (Tour Collection) - 27 de Setembro de 2024 - Asylum · Gingerbread Man - CD · download digital · cassete · vinil · streaming | 1                                     | 7                                     | 4                                     | 10                                    | 3                                     | 17                                    | 17                                    | 3                                     | 1                                     | 72                                    | - RU: 336 000 - JAP: 4 000 | - BPI: Platina - RMNZ: 2× Platina - SNEP: Ouro |

### Box sets
| Detalhes do álbum                                                                                     | Posições de pico nas tabelas musicais | Posições de pico nas tabelas musicais | Posições de pico nas tabelas musicais | Posições de pico nas tabelas musicais | Posições de pico nas tabelas musicais | Posições de pico nas tabelas musicais | Posições de pico nas tabelas musicais | Vendas        | Certificações   |
| Detalhes do álbum                                                                                     | AUS                                   | BEL (Val)                             | CHE                                   | ESP                                   | EUA                                   | FRA                                   | PB                                    | Vendas        | Certificações   |
| --- | ------------------------------------- | ------------------------------------- | ------------------------------------- | ------------------------------------- | ------------------------------------- | ------------------------------------- | ------------------------------------- | ------------- | --------------- |
| 5 - 12 de Maio de 2015 - Atlantic · Gingerbread Man - CD · download digital                           | 17                                    | 180                                   | 100                                   | 89                                    | 30                                    | —                                     | 64                                    | - EUA: 26 000 | - RMNZ: Platina |
| × / + - 5 de Agosto de 2016 - East West - Download digital                                            | —                                     | —                                     | —                                     | —                                     | —                                     | 91                                    | 28                                    |               |                 |
| ÷ / × - Agosto de 2019 - Warner - Download digital                                                    | —                                     | —                                     | —                                     | —                                     | —                                     | 185                                   | —                                     |               |                 |
| "—" denota itens que não conseguiram entrar nas tabelas musicais ou não foram lançados no território. |                                       |                                       |                                       |                                       |                                       |                                       |                                       |               |                 |

### Álbuns ao vivo
| Detalhes do álbum | Posições de pico nas tabelas musicais | Posições de pico nas tabelas musicais | Posições de pico nas tabelas musicais | Vendas     |
| Detalhes do álbum | CRO                                   | JAP (Dig.)                            | SUI                                   | Vendas     |
| --- | ------------------------------------- | ------------------------------------- | ------------------------------------- | ---------- |
| Apple Music Live: Ed Sheeran - 10 de Maio de 2023 - Asylum · Atlantic - Download digital                                      | —                                     | —                                     | —                                     |            |
| +-=÷× (Tour Collection: Live) - 27 de Dezembro de 2024 - Asylum · Gingerbread Man - CD · download digital · vinil · streaming | 7                                     | 42                                    | 37                                    | - JAP: 114 |
| "—" denota itens que não conseguiram entrar nas tabelas musicais ou não foram lançados no território.                         |                                       |                                       |                                       |            |

## Extended plays
| Detalhes do álbum                                                                                              | Posições de pico nas tabelas musicais | Posições de pico nas tabelas musicais | Posições de pico nas tabelas musicais | Posições de pico nas tabelas musicais | Posições de pico nas tabelas musicais | Vendas        | Certificações |
| Detalhes do álbum                                                                                              | RU                                    | AUS                                   | EUA                                   | FRA                                   | IRL                                   | Vendas        | Certificações |
| --- | ------------------------------------- | ------------------------------------- | ------------------------------------- | ------------------------------------- | ------------------------------------- | ------------- | ------------- |
| Spinning Room - Janeiro de 2005 - Independente - CD · download digital                                         | —                                     | —                                     | —                                     | —                                     | —                                     |               |               |
| The Orange Room - Março de 2005 - Independente - CD · download digital                                         | —                                     | —                                     | —                                     | —                                     | —                                     |               |               |
| Ed Sheeran - 22 de Março de 2006 - Independente - CD · download digital                                        | —                                     | —                                     | —                                     | —                                     | —                                     |               |               |
| Want Some? - 29 de Junho de 2007 - Independente - CD · download digital                                        | —                                     | —                                     | —                                     | —                                     | —                                     |               |               |
| You Need Me - 2 de Novembro de 2009 - Independente - CD · download digital                                     | 142                                   | —                                     | —                                     | —                                     | —                                     |               |               |
| Loose Change - 7 de Fevereiro de 2010 - Independente - CD · download digital                                   | 90                                    | 83                                    | —                                     | 192                                   | 39                                    | - RU: 101 000 | - BPI: Ouro   |
| Songs I Wrote with Amy - 4 de Abril de 2010 - Independente - CD · download digital                             | 199                                   | —                                     | —                                     | —                                     | —                                     |               |               |
| Live at the Bedford - 7 de Setembro de 2010 - Independente - CD · CD + DVD · download digital · vinil          | —                                     | —                                     | —                                     | —                                     | —                                     |               |               |
| Spotify Session - 2011 - Warner Music Group - Streaming                                                        | —                                     | —                                     | —                                     | —                                     | —                                     |               |               |
| No. 5 Collaborations Project - 10 de Janeiro de 2011 - Independente - CD · download digital · vinil            | 46                                    | —                                     | —                                     | —                                     | —                                     |               | - BPI: Prata  |
| One Take EP - 7 de Abril de 2011 - Atlantic - Download digital                                                 | —                                     | —                                     | —                                     | —                                     | —                                     |               |               |
| iTunes Festival: London 2011 - 11 de Julho de 2011 - Atlantic - Download digital                               | 177                                   | —                                     | —                                     | —                                     | —                                     |               |               |
| Thank You - 18 de Setembro de 2011 - Atlantic - Download digital                                               | —                                     | —                                     | —                                     | —                                     | —                                     |               |               |
| The Slumdon Bridge (com Yelawolf) - 14 de Fevereiro de 2012 - Atlantic - Download digital                      | —                                     | —                                     | —                                     | —                                     | —                                     |               |               |
| iTunes Festival: London 2012 - 15 de Setembro de 2012 - Atlantic - Download digital                            | 191                                   | —                                     | —                                     | —                                     | —                                     |               |               |
| Live and In Session - 11 de Agosto de 2014 - Atlantic - Download digital · streaming                           | —                                     | —                                     | —                                     | —                                     | —                                     |               |               |
| Don't - 12 de Agosto de 2014 - Asylum · Atlantic - Download digital · streaming                                | —                                     | —                                     | 54                                    | —                                     | —                                     | - EUA: 28 000 |               |
| Deezer Session - 18 de Agosto de 2014 - Atlantic - Download digital · streaming                                | —                                     | —                                     | —                                     | —                                     | —                                     |               |               |
| Spotify Singles - 7 de Junho de 2017 - Atlantic - Streaming                                                    | —                                     | —                                     | —                                     | —                                     | —                                     |               |               |
| songs I wrote that almost didn't make it??? - 7 de Agosto de 2024 - Gingerbread Man · Atlantic - Streaming     | —                                     | —                                     | —                                     | —                                     | —                                     |               |               |
| names in lights at stadium heights - 21 de Agosto de 2024 - Gingerbread Man · Atlantic - Streaming             | —                                     | —                                     | —                                     | —                                     | —                                     |               |               |
| my forgotten favourites - 4 de Setembro de 2024 - Atlantic - Streaming                                         | —                                     | —                                     | —                                     | —                                     | —                                     |               |               |
| kiss me under the light of a thousand stars! - 18 de Setembro de 2024 - Gingerbread Man · Atlantic - Streaming | —                                     | —                                     | —                                     | —                                     | —                                     |               |               |
| "—" denota itens que não conseguiram entrar nas tabelas musicais ou não foram lançados no território.          |                                       |                                       |                                       |                                       |                                       |               |               |

## Singles
| Ano                                                                                                   | Canção                                                               | Posições de pico nas tabelas musicais | Posições de pico nas tabelas musicais | Posições de pico nas tabelas musicais | Posições de pico nas tabelas musicais | Posições de pico nas tabelas musicais | Posições de pico nas tabelas musicais | Posições de pico nas tabelas musicais | Posições de pico nas tabelas musicais | Posições de pico nas tabelas musicais | Posições de pico nas tabelas musicais | Vendas                                                                             | Certificações | Álbum                                                                    |
| Ano                                                                                                   | Canção                                                               | RU                                    | ALE                                   | AUS                                   | CAN                                   | DIN                                   | EUA                                   | FRA                                   | IRL                                   | NZL                                   | PRT                                   | Vendas                                                                             | Certificações | Álbum                                                                    |
| --- | -------------------------------------------------------------------- | ------------------------------------- | ------------------------------------- | ------------------------------------- | ------------------------------------- | ------------------------------------- | ------------------------------------- | ------------------------------------- | ------------------------------------- | ------------------------------------- | ------------------------------------- | ---------------------------------------------------------------------------------- | --- | ------------------------------------------------------------------------ |
| 2011                                                                                                  | "The A Team"                                                         | 3                                     | 9                                     | 2                                     | 29                                    | —                                     | 16                                    | 43                                    | 3                                     | 3                                     | —                                     | - EUA: 2 676 000 - RU: 2 500 000                                                   | - BPI: 5× Platina - ARIA: 10× Platina - BVMI: 2× Platina - IFPI (DIN): 2× Platina - MC: 9× Platina - RIAA: 7× Platina - RMNZ: 5× Platina                                                             | +                                                                        |
| 2011                                                                                                  | "You Need Me, I Don't Need You"                                      | 4                                     | —                                     | 74                                    | —                                     | —                                     | —                                     | 19                                    | —                                     | —                                     | —                                     | - RU: 1 001 000                                                                    | - BPI: Platina - MC: Ouro - RIAA: Ouro - RMNZ: Platina | +                                                                        |
| 2011                                                                                                  | "Lego House"                                                         | 5                                     | 51                                    | 4                                     | 54                                    | —                                     | 42                                    | —                                     | 5                                     | 5                                     | —                                     | - RU: 1 600 000 - EUA: 1 394 000                                                   | - BPI: 3× Platina - ARIA: 8× Platina - IFPI (DIN): 2× Platina - MC: 3× Platina - RIAA: 2× Platina - RMNZ: 3× Platina                                                                                 | +                                                                        |
| 2012                                                                                                  | "Drunk"                                                              | 9                                     | —                                     | 9                                     | —                                     | —                                     | —                                     | —                                     | 7                                     | 23                                    | —                                     | - RU: 995 000                                                                      | - BPI: Platina - ARIA: 2× Platina - IFPI (DIN): Ouro - MC: Platina - RIAA: Ouro - RMNZ: Platina | +                                                                        |
| 2012                                                                                                  | "Small Bump"                                                         | 25                                    | 17                                    | 14                                    | —                                     | —                                     | —                                     | —                                     | 11                                    | —                                     | —                                     |                                                                                    | - BPI: Platina - ARIA: Platina - IFPI (DIN): Ouro - MC: Platina - RIAA: Ouro - RMNZ: Platina | +                                                                        |
| 2012                                                                                                  | "Give Me Love"                                                       | 18                                    | 71                                    | 9                                     | 94                                    | —                                     | 117                                   | —                                     | 10                                    | 12                                    | —                                     |                                                                                    | - BPI: Platina - ARIA: 6× Platina - IFPI (DIN): Platina - MC: 4× Platina - RIAA: 2× Platina - RMNZ: 2× Platina                                                                                       | +                                                                        |
| 2013                                                                                                  | "I See Fire"                                                         | 13                                    | 2                                     | 10                                    | 21                                    | 3                                     | 101                                   | 72                                    | 8                                     | 1                                     | —                                     |                                                                                    | - BPI: 2× Platina - ARIA: 2× Platina - BVMI: 4× Platina - IFPI (DIN): 5× Platina - MC: 3× Platina - RIAA: Platina - RMNZ: 6× Platina                                                                 | The Hobbit: The Desolation of Smaug (Original Motion Picture Soundtrack) |
| 2014                                                                                                  | "Sing"                                                               | 1                                     | 7                                     | 1                                     | 4                                     | 15                                    | 13                                    | 5                                     | 1                                     | 1                                     | —                                     | - RU: 1 800 000 - EUA: 1 556 000                                                   | - BPI: 3× Platina - ARIA: 3× Platina - BVMI: Ouro - MC: 4× Platina - IFPI (DIN): Platina - RIAA: 3× Platina - RMNZ: 3× Platina                                                                       | ×                                                                        |
| 2014                                                                                                  | "Don't"                                                              | 8                                     | 17                                    | 4                                     | 7                                     | 8                                     | 9                                     | 41                                    | 11                                    | 6                                     | —                                     | - EUA: 2 146 000 - RU: 1 073 000                                                   | - BPI: 2× Platina - ARIA: 5× Platina - BVMI: Platina - IFPI (DIN): Platina - MC: 6× Platina - RIAA: 5× Platina - RMNZ: 3× Platina                                                                    | ×                                                                        |
| 2014                                                                                                  | "Thinking Out Loud"                                                  | 1                                     | 6                                     | 1                                     | 22                                    | 2                                     | 1                                     | 4                                     | 1                                     | 1                                     | 30                                    | - Mundo: 19 500 000 - EUA: 6 020 000 - RU: 4 190 000                               | - BPI: 7× Platina - AFP: 2× Platina - ARIA: 13× Platina - MC: Diamante - BVMI: 5× Platina - IFPI (DIN): 6× Platina - RIAA: 18× Platina - RMNZ: 10× Platina                                           | ×                                                                        |
| 2015                                                                                                  | "Bloodstream" (com Rudimental)                                       | 2                                     | —                                     | 7                                     | —                                     | —                                     | —                                     | 13                                    | 2                                     | —                                     | —                                     |                                                                                    | - BPI: 2× Platina - ARIA: 2× Platina - MC: Platina - RMNZ: 3× Platina - IFPI (DIN): Platina - RIAA: Ouro - RMNZ: 3× Platina                                                                          | ×                                                                        |
| 2015                                                                                                  | "Photograph"                                                         | 15                                    | 4                                     | 9                                     | 4                                     | 8                                     | 10                                    | 9                                     | 3                                     | 8                                     | 20                                    | - EUA: 1 964 000 - RU: 2 380 000                                                   | - BPI: 5× Platina - AFP: 3× Platina - ARIA: 9× Platina - BVMI: 3× Platina - IFPI (DIN): 5× Platina - MC: Diamante - RIAA: 8× Platina - RMNZ: 7× Platina                                              | ×                                                                        |
| 2017                                                                                                  | "Castle on the Hill"                                                 | 2                                     | 2                                     | 2                                     | 2                                     | 2                                     | 6                                     | 3                                     | 2                                     | 2                                     | 3                                     | - RU: 2 900 000 - EUA: 1 113 000                                                   | - BPI: 7× Platina - AFP: 2× Platina - ARIA: 9× Platina - BVMI: 2× Platina - IFPI (DIN): 4× Platina - MC: Diamante - RIAA: 4× Platina - RMNZ: 8× Platina - SNEP: Platina                              | ÷                                                                        |
| 2017                                                                                                  | "Shape of You"                                                       | 1                                     | 1                                     | 1                                     | 1                                     | 1                                     | 1                                     | 1                                     | 1                                     | 1                                     | 1                                     | - Mundo: 41 500 000 - RU: 6 638 000 - EUA: 2 955 000 - FRA: 812 000 - AUS: 630 000 | - BPI: 11× Platina - AFP: 8× Platina - ARIA: 17× Platina - BVMI: 6× Platina - IFPI (DIN): 9× Platina - MC: 2× Diamante - RIAA: 13× Platina - RMNZ: 13× Platina - SNEP: Diamante                      | ÷                                                                        |
| 2017                                                                                                  | "Galway Girl"                                                        | 2                                     | 5                                     | 2                                     | 16                                    | 2                                     | 53                                    | 15                                    | 1                                     | 3                                     | 11                                    | - RU: 2 250 000 - EUA: 211 000                                                     | - BPI: 5× Platina - AFP: 2× Platina - ARIA: 8× Platina - BVMI: Diamante - IFPI (DIN): 4× Platina - MC: 8× Platina - RIAA: 2× Platina - RMNZ: 6× Platina - SNEP: Platina                              | ÷                                                                        |
| 2017                                                                                                  | "Perfect"                                                            | 1                                     | 1                                     | 1                                     | 1                                     | 1                                     | 1                                     | 1                                     | 1                                     | 1                                     | 3                                     | - Mundo: 21 400 000 - RU: 5 504 000 - EUA: 3 048 000 - CAN: 207 000                | - BPI: 9× Platina - AFP: 4× Platina - ARIA: 16× Platina - BVMI: 7× Ouro - IFPI (DIN): 7× Platina - IFPI (SUI): 6× Platina - MC: 2× Diamante - RIAA: 13× Platina - RMNZ: 13× Platina - SNEP: Diamante | ÷                                                                        |
| 2018                                                                                                  | "Happier"                                                            | 6                                     | 16                                    | 16                                    | 22                                    | 11                                    | 59                                    | 73                                    | 5                                     | 11                                    | 23                                    | - RU: 929 000                                                                      | - BPI: 3× Platina - AFP: Platina - ARIA: 6× Platina - IFPI (DIN): 2× Platina - MC: 7× Platina - RIAA: 2× Platina - RMNZ: 5× Platina - SNEP: Platina                                                  | ÷                                                                        |
| 2019                                                                                                  | "I Don't Care" (com Justin Bieber)                                   | 1                                     | 2                                     | 1                                     | 2                                     | 1                                     | 2                                     | 5                                     | 1                                     | 2                                     | 1                                     | - Mundo: 10 300 000 - RU: 2 190 000 - EUA: 106 000 - IRL: 1 500                    | - BPI: 4× Platina - AFP: 3× Platina - ARIA: 8× Platina - BVMI: 3× Ouro - IFPI (DIN): 2× Platina - MC: Diamante - RIAA: 5× Platina - RMNZ: 6× Platina - SNEP: Platina                                 | No.6 Collaborations Project                                              |
| 2019                                                                                                  | "Cross Me" (com participação de Chance the Rapper e PnB Rock)        | 4                                     | 23                                    | 5                                     | 12                                    | 9                                     | 25                                    | 86                                    | 6                                     | 6                                     | 30                                    | - RU: 605 000                                                                      | - BPI: Platina - ARIA: 3× Platina - MC: 3× Platina - IFPI (DIN): Ouro - RIAA: Ouro - RMNZ: 2× Platina                                                                                                | No.6 Collaborations Project                                              |
| 2019                                                                                                  | "Beautiful People" (com participação de Khalid)                      | 1                                     | 5                                     | 4                                     | 6                                     | 3                                     | 13                                    | 34                                    | 2                                     | 2                                     | 8                                     | - RU: 915 000                                                                      | - BPI: 3× Platina - AFP: Platina - ARIA: 6× Platina - BVMI: Platina - IFPI (DIN): 3× Platina - MC: 8× Platina - RIAA: Platina - RMNZ: 5× Platina - SNEP: Platina                                     | No.6 Collaborations Project                                              |
| 2019                                                                                                  | "Blow" (com Bruno Mars e Chris Stapleton)                            | —                                     | 93                                    | 31                                    | 39                                    | —                                     | 60                                    | —                                     | —                                     | —                                     | —                                     | - EUA: 26 000                                                                      | - BPI: Prata - MC: Platina - RMNZ: Ouro | No.6 Collaborations Project                                              |
| 2019                                                                                                  | "Best Part of Me" (com participação de Yebba)                        | —                                     | 55                                    | 17                                    | 44                                    | 35                                    | 99                                    | 162                                   | —                                     | 13                                    | 66                                    |                                                                                    | - BPI: Ouro - MC: Ouro - RMNZ: Ouro | No.6 Collaborations Project                                              |
| 2019                                                                                                  | "Antisocial" (com Travis Scott)                                      | —                                     | 23                                    | 11                                    | 17                                    | 8                                     | 37                                    | 102                                   | —                                     | 9                                     | 37                                    |                                                                                    | - BPI: Ouro - ARIA: Ouro - IFPI (DIN): Ouro - MC: Platina - RIAA: Ouro | No.6 Collaborations Project                                              |
| 2019                                                                                                  | "South of the Border" (com participação de Camila Cabello e Cardi B) | 4                                     | 33                                    | 12                                    | 14                                    | 18                                    | 49                                    | 75                                    | 6                                     | 14                                    | 33                                    | - RU: 565 000                                                                      | - BPI: Platina - ARIA: Platina - IFPI (DIN): Platina - MC: 6× Platina - RIAA: Ouro - RMNZ: 3× Platina - SNEP: Ouro                                                                                   | No.6 Collaborations Project                                              |
| 2019                                                                                                  | "Take Me Back to London" (com participação de Stormzy)               | 1                                     | 68                                    | 29                                    | 59                                    | 26                                    | 116                                   | —                                     | 7                                     | 29                                    | —                                     | - RU: 895 000                                                                      | - BPI: 3× Platina - MC: Platina - RMNZ: Platina | No.6 Collaborations Project                                              |
| 2020                                                                                                  | "Afterglow"                                                          | 2                                     | 10                                    | 7                                     | 10                                    | —                                     | 29                                    | 129                                   | 2                                     | 12                                    | 59                                    | - RU: 457 000                                                                      | - BPI: Platina - ARIA: Platina - SNEP: Ouro - MC: Ouro | =                                                                        |
| 2021                                                                                                  | "Bad Habits"                                                         | 1                                     | 1                                     | 1                                     | 1                                     | 1                                     | 2                                     | 4                                     | 1                                     | 1                                     | 1                                     | - Mundo: 234 000 - RU: 2 500 000 - EUA: 282 000 - IRL: 140 000                     | - BPI: 6× Platina - AFP: 4× Platina - ARIA: 10× Platina - BVMI: Diamante - IFPI (DIN): 5× Platina - MC: Diamante - RIAA: 3× Platina - RMNZ: 7× Platina - SNEP: Diamante                              | =                                                                        |
| 2021                                                                                                  | "Shivers"                                                            | 1                                     | 1                                     | 2                                     | 2                                     | 2                                     | 4                                     | 10                                    | 1                                     | 3                                     | 11                                    | - RU: 1 589 000                                                                    | - BPI: 5× Platina - AFP: 3× Platina - ARIA: 8× Platina - BVMI: 2× Platina - IFPI (DIN): 4× Platina - MC: Diamante - RIAA: 2× Platina - RMNZ: 6× Platina - SNEP: Diamante                             | =                                                                        |
| 2021                                                                                                  | "Overpass Graffiti"                                                  | 4                                     | 17                                    | 8                                     | 23                                    | 16                                    | 41                                    | —                                     | 4                                     | 10                                    | 44                                    | - RU: 27 000                                                                       | - BPI: Platina - BVMI: Ouro - IFPI (DIN): Ouro - MC: Platina - RMNZ: Platina | =                                                                        |
| 2021                                                                                                  | "Merry Christmas" (com Elton John)                                   | 1                                     | 4                                     | 10                                    | 16                                    | 12                                    | 38                                    | 26                                    | 1                                     | 11                                    | 88                                    | - RU: 322 000 - EUA: 2 000                                                         | - BPI: Platina - BVMI: Ouro - IFPI (DIN): Platina - MC: Ouro - RIAA: Ouro - RMNZ: Ouro | =                                                                        |
| 2021                                                                                                  | "Peru" (com Fireboy DML)                                             | 2                                     | —                                     | —                                     | 37                                    | —                                     | 53                                    | 40                                    | 7                                     | —                                     | —                                     | - Mundo: 3 300 - RU: 1 009 000 - EUA: 1 000                                        | - BPI: 2× Platina - RIAA: Platina - RMNZ: Platina - SNEP: Diamante | Playboy                                                                  |
| 2022                                                                                                  | "The Joker and the Queen" (com Taylor Swift)                         | 2                                     | 37                                    | 11                                    | 12                                    | 33                                    | 21                                    | 170                                   | 5                                     | 26                                    | 51                                    |                                                                                    | - BPI: Ouro - MC: Platina - RMNZ: Ouro | =                                                                        |
| 2022                                                                                                  | "Sigue" (com J Balvin)                                               | 96                                    | —                                     | —                                     | 63                                    | —                                     | 89                                    | —                                     | 87                                    | —                                     | 75                                    | - EUA: 2 000                                                                       | | Não incluso em álbum                                                     |
| 2022                                                                                                  | "Forever My Love" (com J Balvin)                                     | —                                     | —                                     | —                                     | —                                     | —                                     | 107                                   | —                                     | —                                     | —                                     | —                                     | - EUA: 3 000                                                                       | | Não incluso em álbum                                                     |
| 2022                                                                                                  | "2step" (com participação de Lil Baby)                               | 9                                     | 41                                    | 40                                    | 22                                    | 11                                    | 48                                    | 51                                    | 9                                     | —                                     | 154                                   |                                                                                    | - BPI: Platina - IFPI (DIN): Ouro - MC: 2× Platina - SNEP: Platina - RMNZ: Platina | =                                                                        |
| 2022                                                                                                  | "Are You Entertained" (Russ com participação de Ed Sheeran)          | 47                                    | ―                                     | 45                                    | 41                                    | —                                     | 97                                    | ―                                     | 43                                    | 20                                    | ―                                     | - RU: 9 000                                                                        | | Não incluso em álbum                                                     |
| 2022                                                                                                  | "Noche de Novela" (Paulo Londra com participação de Ed Sheeran)      | ―                                     | ―                                     | ―                                     | ―                                     | —                                     | ―                                     | ―                                     | ―                                     | ―                                     | ―                                     |                                                                                    | | Back to the Game                                                         |
| 2022                                                                                                  | "My G" (Aitch com participação de Ed Sheeran)                        | 6                                     | ―                                     | ―                                     | ―                                     | —                                     | ―                                     | 32                                    | ―                                     | ―                                     | ―                                     |                                                                                    | - BPI: Ouro | Close to Home                                                            |
| 2022                                                                                                  | "Groundwork" (com Big Narstie e Papoose)                             | ―                                     | ―                                     | ―                                     | ―                                     | —                                     | ―                                     | ―                                     | ―                                     | ―                                     | ―                                     |                                                                                    | | Não incluso em álbum                                                     |
| 2022                                                                                                  | "Lonely Lovers" (com D-Block Europe)                                 | ―                                     | ―                                     | ―                                     | ―                                     | —                                     | ―                                     | ―                                     | ―                                     | ―                                     | ―                                     |                                                                                    | | Lap 5                                                                    |
| 2022                                                                                                  | "Celestial"                                                          | 6                                     | 46                                    | 35                                    | 63                                    | 34                                    | 106                                   | ―                                     | 23                                    | ―                                     | 175                                   |                                                                                    | - BPI: Ouro - IFPI (DIN): Ouro - SNEP: Ouro - RMNZ: Ouro | =                                                                        |
| 2023                                                                                                  | "F64"                                                                | 50                                    | ―                                     | ―                                     | ―                                     | —                                     | ―                                     | ―                                     | 64                                    | ―                                     | ―                                     |                                                                                    | | Não incluso em álbum                                                     |
| 2023                                                                                                  | "Eyes Closed"                                                        | 1                                     | 13                                    | 6                                     | 4                                     | 8                                     | 19                                    | 32                                    | 4                                     | 10                                    | 87                                    | - EUA: 238 000                                                                     | - BPI: Platina - ARIA: Platina - IFPI (DIN): Platina - MC: 2× Platina - RMNZ: Platina - SNEP: Platina                                                                                                | –                                                                        |
| 2023                                                                                                  | "Boat"                                                               | 15                                    | —                                     | 48                                    | 71                                    | —                                     | 120                                   | —                                     | 21                                    | 23                                    | —                                     |                                                                                    | | –                                                                        |
| 2023                                                                                                  | "Life Goes On"                                                       | 29                                    | —                                     | 23                                    | 27                                    | —                                     | 66                                    | —                                     | 19                                    | 33                                    | —                                     |                                                                                    | - BPI: Prata - ARIA: Platina - MC: Platina - RMNZ: Platina | –                                                                        |
| 2023                                                                                                  | "American Town"                                                      | 27                                    | —                                     | 86                                    | —                                     | —                                     | 110                                   | —                                     | 46                                    | —                                     | —                                     |                                                                                    | | Autumn Variations                                                        |
| 2023                                                                                                  | "The Great British Bar Off" (com Devlin)                             | —                                     | —                                     | —                                     | —                                     | —                                     | —                                     | —                                     | —                                     | —                                     | —                                     |                                                                                    | | Não incluso em álbum                                                     |
| 2024                                                                                                  | "Under the Tree"                                                     | 55                                    | 40                                    | —                                     | 85                                    | —                                     | —                                     | —                                     | 73                                    | —                                     | —                                     | - RU: 27 000                                                                       | | That Christmas                                                           |
| 2025                                                                                                  | "Azizam"                                                             | 3                                     | 6                                     | 20                                    | 12                                    | 9                                     | 23                                    | 23                                    | 13                                    | 29                                    | 111                                   | - RU: 302 000                                                                      | - BPI: Ouro - ARIA: Ouro - IFPI (DIN): Ouro - MC: Ouro - SNEP: Ouro | Play                                                                     |
| 2025                                                                                                  | "Old Phone"                                                          | 17                                    | —                                     | —                                     | 60                                    | —                                     | 89                                    | —                                     | 38                                    | —                                     | —                                     | - RU: 18 000 - EUA: 3 341                                                          | | Play                                                                     |
| 2025                                                                                                  | "Sapphire"                                                           | 5                                     | 21                                    | 21                                    | 30                                    | —                                     | 74                                    | 94                                    | 20                                    | 18                                    | 27                                    | - Mundo: 7 000 - RU: 262 000 - EUA: 3 000                                          | - BPI: Prata - MC: Ouro | Play                                                                     |
| 2025                                                                                                  | "Drive"                                                              | 49                                    | —                                     | —                                     | —                                     | —                                     | —                                     | —                                     | —                                     | —                                     | —                                     | - RU: 9 000                                                                        | | F1 the Album                                                             |
| 2025                                                                                                  | "A Little More"                                                      | 18                                    | 65                                    | —                                     | —                                     | —                                     | —                                     | —                                     | 51                                    | —                                     | —                                     | - RU: 18 000                                                                       | | Play                                                                     |
| "—" denota itens que não conseguiram entrar nas tabelas musicais ou não foram lançados no território. |                                                                      |                                       |                                       |                                       |                                       |                                       |                                       |                                       |                                       |                                       |                                       |                                                                                    | |                                                                          |

1. ↑  Existem três versões diferentes lançadas de "Perfect": uma a solo, um dueto com Beyoncé, e um dueto com Andrea Bocelli. Todas as versões conseguiram entrar nas tabelas musicais. As posições demonstradas na tabela são as mais altas alcançadas na respectiva tabela musical, independentemente da versão..[121]
2. ↑  Existem duas versões diferentes lançadas de "Life Goes On": uma a solo e outra com participação de Luke Combs. As posições demonstradas na tabela são as mais altas alcançadas na respectiva tabela musical, independentemente da versão.

### Como artista convidado
| Ano                                                                                                   | Canção | Posições de pico nas tabelas musicais | Posições de pico nas tabelas musicais | Posições de pico nas tabelas musicais | Posições de pico nas tabelas musicais | Posições de pico nas tabelas musicais | Posições de pico nas tabelas musicais | Posições de pico nas tabelas musicais | Posições de pico nas tabelas musicais | Posições de pico nas tabelas musicais | Posições de pico nas tabelas musicais | Vendas                         | Certificações | Álbum                                                                                        |
| Ano                                                                                                   | Canção | RU                                    | ALE                                   | AUS                                   | CAN                                   | DIN                                   | EUA                                   | FRA                                   | IRL                                   | NZL                                   | PRT                                   | Vendas                         | Certificações | Álbum                                                                                        |
| --- | --- | ------------------------------------- | ------------------------------------- | ------------------------------------- | ------------------------------------- | ------------------------------------- | ------------------------------------- | ------------------------------------- | ------------------------------------- | ------------------------------------- | ------------------------------------- | ------------------------------ | --- | -------------------------------------------------------------------------------------------- |
| 2011                                                                                                  | "If I Could" (Wiley com participação de Ed Sheeran)                                                                                       | —                                     | —                                     | —                                     | —                                     | —                                     | —                                     | —                                     | —                                     | —                                     | —                                     |                                | | Chill Out Zone                                                                               |
| 2011                                                                                                  | "Young Guns" (Lewi White com participação Ed Sheeran, Yasmin, Griminal e Devlin)                                                          | 86                                    | —                                     | —                                     | —                                     | —                                     | —                                     | —                                     | —                                     | —                                     | —                                     |                                | | Não incluso em álbum                                                                         |
| 2011                                                                                                  | "Teardrop" (como parte de The Colective)                                                                                                  | 24                                    | —                                     | —                                     | —                                     | —                                     | —                                     | —                                     | —                                     | —                                     | —                                     |                                | | We Are the Collective                                                                        |
| 2012                                                                                                  | "Hush Little Baby" (Wretch 32 com participação Ed Sheeran)                                                                                | 35                                    | —                                     | —                                     | —                                     | —                                     | —                                     | 72                                    | —                                     | —                                     | —                                     |                                | | Black and White                                                                              |
| 2012                                                                                                  | "Epic Dreamers' Remix" (Rizzle Kicks com participação de Pharoahe Monch, Hines, Professor Green, Ed Sheeran, Foreign Beggars e Chali 2na) | 105                                   | —                                     | —                                     | —                                     | —                                     | —                                     | —                                     | —                                     | —                                     | —                                     |                                | | Stereo Typical                                                                               |
| 2012                                                                                                  | "Watchtower" (Devlin com participação de Ed Sheeran)                                                                                      | 7                                     | —                                     | —                                     | —                                     | 175                                   | —                                     | 73                                    | —                                     | —                                     | —                                     |                                | | A Moving Picture                                                                             |
| 2012                                                                                                  | "Wish You Were Here" (Ed Sheeran, Richard Jones, Nick Mason, Mike Rutherford e David Arnold)                                              | 34                                    | —                                     | —                                     | —                                     | —                                     | —                                     | 59                                    | —                                     | —                                     | —                                     |                                | | A Symphony of British Music: Music for the Closing Ceremony of the London 2012 Olympic Games |
| 2012                                                                                                  | "Everything Has Changed" (Taylor Swift com participação de Ed Sheeran)                                                                    | 7                                     | —                                     | 28                                    | 28                                    | 32                                    | —                                     | —                                     | 5                                     | 22                                    | —                                     | - EUA: 1 164 000 - RU: 771 000 | - BPI: Platina - ARIA: 3× Platina - RIAA: 2× Platina - RMNZ: Platina                                                                     | Red                                                                                          |
| 2013                                                                                                  | "Old School Love" (Lupe Fiasco com participação de Ed Sheeran)                                                                            | —                                     | —                                     | 23                                    | 100                                   | —                                     | 93                                    | —                                     | —                                     | 17                                    | —                                     |                                | - ARIA: Platina - RIAA: Ouro - RMNZ: Ouro                                                                                                | Não incluso em álbum                                                                         |
| 2013                                                                                                  | "All Falls Down" (Alonestar com participação de Ed Sheeran)                                                                               | —                                     | —                                     | —                                     | —                                     | —                                     | —                                     | —                                     | —                                     | —                                     | —                                     |                                | | Warrior                                                                                      |
| 2014                                                                                                  | "All About It" (Hoodie Allen com participação de Ed Sheeran)                                                                              | —                                     | 9                                     | —                                     | —                                     | —                                     | 71                                    | —                                     | —                                     | 30                                    | —                                     |                                | - RIAA: Ouro | People Keep Talking                                                                          |
| 2015                                                                                                  | "Lay It All on Me" (Rudimental com participação de Ed Sheeran)                                                                            | 12                                    | 31                                    | 7                                     | 29                                    | 26                                    | 48                                    | —                                     | 5                                     | 5                                     | 18                                    | - RU: 823 000                  | - BPI: Platina - ARIA: 2× Platina - BVMI: Ouro - IFPI (DIN): Platina - MC: 2× Platina - RIAA: Platina - RMNZ: 3× Platina                 | We the Generation                                                                            |
| 2017                                                                                                  | "Boa Me" (Fuse ODG com participação de Ed Sheeran e Mugeez)                                                                               | 52                                    | —                                     | —                                     | —                                     | —                                     | —                                     | 92                                    | —                                     | —                                     | —                                     |                                | | New Africa Nation                                                                            |
| 2017                                                                                                  | "End Game" (Taylor Swift com participação de Ed Sheeran e Future)                                                                         | 49                                    | —                                     | 36                                    | 11                                    | —                                     | 18                                    | —                                     | 68                                    | —                                     | 81                                    | - RU: 180 000                  | - BPI: Ouro - ARIA: 3× Platina - MC: Platina - RIAA: Platina - RMNZ: Platina                                                             | Reputation                                                                                   |
| 2017                                                                                                  | "River" (Eminem com participação de Ed Sheeran)                                                                                           | 1                                     | 3                                     | 2                                     | 3                                     | 3                                     | 26                                    | 23                                    | 2                                     | 3                                     | 5                                     | - RU: 1 040 000                | - BPI: 2× Platina - AFP: Ouro - ARIA: 7× Platina - BVMI: Ouro - IFPI (DIN): Platina - MC: Platina - RMNZ: 4× Platina - SNEP: Platina     | Revival                                                                                      |
| 2019                                                                                                  | "Amo Soltanto Te" (Andrea Bocelli com participação de Ed Sheeran)                                                                         | —                                     | —                                     | —                                     | —                                     | —                                     | —                                     | —                                     | —                                     | —                                     | —                                     |                                | | Sì                                                                                           |
| 2019                                                                                                  | "Own It" (Stormzy com participação de Ed Sheeran e Burna Boy)                                                                             | 1                                     | 75                                    | 40                                    | 82                                    | 11                                    | —                                     | —                                     | 2                                     | —                                     | 80                                    | - RU: 788 000                  | - BPI: 3× Platina - ARIA: Ouro - IFPI (DIN): Platina - RMNZ: Platina                                                                     | Heavy Is the Head                                                                            |
| 2021                                                                                                  | "Real Life" (Alonestar com participação de Ed Sheeran)                                                                                    | —                                     | —                                     | —                                     | —                                     | —                                     | —                                     | —                                     | —                                     | —                                     | —                                     |                                | | Não incluso em álbum                                                                         |
| 2021                                                                                                  | "Soy Una Estrella" (Alonestar com participação de Ed Sheeran, Jah Fabio, Cashan e Contractor)                                             | —                                     | —                                     | —                                     | —                                     | —                                     | —                                     | —                                     | —                                     | —                                     | —                                     |                                | | Não incluso em álbum                                                                         |
| 2021                                                                                                  | "Sausage Rolls for Everyone" (LadBaby com participação de Ed Sheeran e Elton John)                                                        | 1                                     | —                                     | 48                                    | —                                     | —                                     | —                                     | —                                     | 41                                    | —                                     | —                                     | - RU: 161 000 - EUA: 8 400     | | Não incluso em álbum                                                                         |
| 2022                                                                                                  | "Bam Bam" (Camila Cabello com participação de Ed Sheeran)                                                                                 | 7                                     | 12                                    | 11                                    | 4                                     | 11                                    | 21                                    | 7                                     | 4                                     | 21                                    | 5                                     | - EUA: 11 000                  | - BPI: Platina - AFP: 3× Platina - ARIA: Platina - IFPI (DIN): Platina - MC: 3× Platina - RIAA: Platina - RMNZ: Platina - SNEP: Diamante | Familia                                                                                      |
| 2022                                                                                                  | "Brace It" (Ishawna com participação de Ed Sheeran)                                                                                       | ―                                     | ―                                     | ―                                     | ―                                     | —                                     | ―                                     | ―                                     | ―                                     | ―                                     | ―                                     |                                | | Não incluso em álbum                                                                         |
| 2022                                                                                                  | "For My Hand" (Burna Boy com participação de Ed Sheeran)                                                                                  | 18                                    | —                                     | —                                     | 63                                    | 23                                    | 113                                   | 173                                   | 51                                    | —                                     | —                                     | - RU: 194 000                  | - BPI: Platina - ARIA: Ouro - IFPI (DIN): Ouro - RMNZ: Ouro - SNEP: Ouro                                                                 | Love, Damini                                                                                 |
| 2022                                                                                                  | "Call on Me" (Vianney com participação de Ed Sheeran)                                                                                     | —                                     | —                                     | —                                     | —                                     | —                                     | —                                     | 30                                    | —                                     | —                                     | —                                     |                                | - SNEP: Platina | à 2 à 3                                                                                      |
| 2023                                                                                                  | "Guiding Light" (Anniversary Edition) (Foy Vance com participação de Ed Sheeran, Elton John e Keith Urban)                                | ―                                     | ―                                     | ―                                     | ―                                     | —                                     | ―                                     | ―                                     | ―                                     | ―                                     | ―                                     |                                | | Signs of Life                                                                                |
| "—" denota itens que não conseguiram entrar nas tabelas musicais ou não foram lançados no território. | |                                       |                                       |                                       |                                       |                                       |                                       |                                       |                                       |                                       |                                       |                                | |                                                                                              |

### Singlespromocionais
| Ano                                                                                                   | Canção                                                                                | Posições de pico nas tabelas musicais | Posições de pico nas tabelas musicais | Posições de pico nas tabelas musicais | Posições de pico nas tabelas musicais | Posições de pico nas tabelas musicais | Posições de pico nas tabelas musicais | Posições de pico nas tabelas musicais | Posições de pico nas tabelas musicais | Posições de pico nas tabelas musicais | Posições de pico nas tabelas musicais | Vendas          | Certificações | Álbum                                                      |
| Ano                                                                                                   | Canção                                                                                | RU                                    | ALE                                   | AUS                                   | CAN                                   | DIN                                   | EUA                                   | FRA                                   | IRL                                   | NZL                                   | PRT                                   | Vendas          | Certificações | Álbum                                                      |
| --- | ------------------------------------------------------------------------------------- | ------------------------------------- | ------------------------------------- | ------------------------------------- | ------------------------------------- | ------------------------------------- | ------------------------------------- | ------------------------------------- | ------------------------------------- | ------------------------------------- | ------------------------------------- | --------------- | --- | ---------------------------------------------------------- |
| 2014                                                                                                  | "One"                                                                                 | 18                                    | 79                                    | 72                                    | 32                                    | —                                     | 87                                    | 121                                   | 54                                    | —                                     | —                                     |                 | - BPI: Ouro - IFPI (DIN): Ouro - RIAA: Platina - RMNZ: Platina                                                                          | ×                                                          |
| 2014                                                                                                  | "Afire Love"                                                                          | 59                                    | —                                     | —                                     | 41                                    | 5                                     | 37                                    | 37                                    | 82                                    | —                                     | —                                     |                 | - BPI: Ouro - MC: Platina - RIAA: Ouro - RMNZ: Ouro                                                                                     | ×                                                          |
| 2014                                                                                                  | "The Man"                                                                             | 82                                    | 80                                    | —                                     | —                                     | 9                                     | —                                     | 49                                    | —                                     | —                                     | —                                     |                 | - BPI: Prata | ×                                                          |
| 2014                                                                                                  | "Make It Rain"                                                                        | 38                                    | —                                     | —                                     | 26                                    | 27                                    | 34                                    | 103                                   | 58                                    | 23                                    | —                                     |                 | - MC: Platina | Songs of Anarchy, Vol. 4                                   |
| 2015                                                                                                  | "Growing Up (Sloane's Song)" (Macklemore & Ryan Lewis com participação de Ed Sheeran) | —                                     | —                                     | —                                     | —                                     | —                                     | —                                     | —                                     | —                                     | —                                     | —                                     |                 | - RMNZ: Ouro | This Unruly Mess I've Made                                 |
| 2017                                                                                                  | "How Would You Feel (Paean)"                                                          | 2                                     | 27                                    | 2                                     | 19                                    | 18                                    | 41                                    | 84                                    | 5                                     | 6                                     | 4                                     |                 | - BPI: Platina - ARIA: 2× Platina - MC: 2× Platina - AFP: Ouro - IFPI (DIN): Platina - RIAA: Ouro - RMNZ: 2× Platina                    | ÷                                                          |
| 2018                                                                                                  | "Supermarket Flowers" (ao vivo nos BRITs)                                             | 8                                     | 29                                    | 19                                    | 31                                    | 26                                    | 75                                    | 109                                   | 9                                     | 16                                    | 35                                    | - RU: 1 240 000 | - BPI: 2× Platina - AFP: Ouro - ARIA: 4× Platina - BVMI: Ouro - IFPI (DIN): Platina - MC: 3× Platina - RIAA: Platina - RMNZ: 3× Platina | ÷                                                          |
| 2021                                                                                                  | "Visiting Hours"                                                                      | 5                                     | 46                                    | 3                                     | 31                                    | 16                                    | 75                                    | 169                                   | 8                                     | 11                                    | 86                                    | - RU: 53 000    | - BPI: Platina - ARIA: Ouro - IFPI (DIN): Ouro - MC: Platina - RMNZ: Platina                                                            | =                                                          |
| 2023                                                                                                  | "A Beautiful Game"                                                                    | —                                     | —                                     | —                                     | —                                     | —                                     | —                                     | —                                     | —                                     | —                                     | —                                     |                 | | Ted Lasso: Season 3 (Apple TV+ Original Series Soundtrack) |
| "—" denota itens que não conseguiram entrar nas tabelas musicais ou não foram lançados no território. |                                                                                       |                                       |                                       |                                       |                                       |                                       |                                       |                                       |                                       |                                       |                                       |                 | |                                                            |

### Outras canções que entraram nas tabelas musicais
| Ano                                                                                                   | Canção                                                                 | Posições nas tabelas musicais | Posições nas tabelas musicais | Posições nas tabelas musicais | Posições nas tabelas musicais | Posições nas tabelas musicais | Posições nas tabelas musicais | Posições nas tabelas musicais | Posições nas tabelas musicais | Posições nas tabelas musicais | Posições nas tabelas musicais | Vendas        | Certificações | Álbum / Single                                         |
| Ano                                                                                                   | Canção                                                                 | RU                            | ALE                           | AUS                           | CAN                           | EUA                           | FRA                           | IRL                           | NZL                           | PRT                           | SUE                           | Vendas        | Certificações | Álbum / Single                                         |
| --- | ---------------------------------------------------------------------- | ----------------------------- | ----------------------------- | ----------------------------- | ----------------------------- | ----------------------------- | ----------------------------- | ----------------------------- | ----------------------------- | ----------------------------- | ----------------------------- | ------------- | --- | ------------------------------------------------------ |
| 2011                                                                                                  | "Little Bird"                                                          | 186                           | —                             | —                             | —                             | —                             | —                             | —                             | —                             | —                             | —                             |               | - BPI: Prata - MC: Ouro | Loose Change                                           |
| 2011                                                                                                  | "Cold Coffee"                                                          | 191                           | —                             | —                             | —                             | —                             | —                             | —                             | —                             | —                             | —                             |               | | Songs I Wrote with Amy                                 |
| 2011                                                                                                  | "Gold Rush"                                                            | 81                            | —                             | —                             | —                             | —                             | 97                            | —                             | —                             | —                             | —                             |               | - BPI: Prata | +                                                      |
| 2011                                                                                                  | "Autumn Leaves"                                                        | 84                            | —                             | —                             | —                             | —                             | —                             | —                             | —                             | —                             | —                             |               | - BPI: Prata - MC: Ouro - RIAA: Ouro | +                                                      |
| 2011                                                                                                  | "Sunburn"                                                              | 140                           | —                             | —                             | —                             | —                             | —                             | —                             | —                             | —                             | —                             |               | | +                                                      |
| 2011                                                                                                  | "Kiss Me"                                                              | 163                           | —                             | —                             | —                             | —                             | —                             | 94                            | 29                            | —                             | —                             | - RU: 585 000 | - BPI: Platina - IFPI (DIN): Ouro - MC: 2× Platina - RIAA: 2× Platina - RMNZ: Platina                                                      | +                                                      |
| 2011                                                                                                  | "Grade 8"                                                              | 181                           | —                             | —                             | —                             | —                             | —                             | —                             | —                             | —                             | —                             |               | - BPI: Prata | +                                                      |
| 2011                                                                                                  | "U.N.I."                                                               | 175                           | —                             | —                             | —                             | —                             | —                             | —                             | —                             | —                             | —                             |               | - BPI: Prata | +                                                      |
| 2011                                                                                                  | "Wake Me Up"                                                           | 190                           | —                             | —                             | —                             | —                             | —                             | —                             | —                             | —                             | —                             |               | - BPI: Prata - MC: Ouro | +                                                      |
| 2014                                                                                                  | "Friends"                                                              | 121                           | —                             | —                             | —                             | —                             | —                             | —                             | —                             | —                             | —                             |               | | "Sing"                                                 |
| 2014                                                                                                  | "All of the Stars"                                                     | 46                            | 66                            | —                             | 67                            | 113                           | 130                           | 29                            | —                             | —                             | —                             |               | - BPI: Prata - MC: Platina - RIAA: Platina - RMNZ: Ouro                                                                                    | The Fault in Our Stars (Music from the Motion Picture) |
| 2014                                                                                                  | "Bloodstream"                                                          | 60                            | —                             | —                             | 60                            | 110                           | 39                            | 57                            | —                             | —                             | —                             |               | - MC: Ouro | ×                                                      |
| 2014                                                                                                  | "I'm a Mess"                                                           | 49                            | —                             | —                             | —                             | —                             | 62                            | —                             | 60                            | —                             | —                             |               | - BPI: Ouro - IFPI (DIN): Platina - MC: Ouro - RIAA: Ouro - RMNZ: Platina                                                                  | ×                                                      |
| 2014                                                                                                  | "Tenerife Sea"                                                         | 62                            | —                             | —                             | —                             | —                             | 53                            | —                             | —                             | —                             | —                             |               | - BPI: Platina - MC: 2× Platina - IFPI (DIN): Platina - RIAA: Platina - RMNZ: 2× Platina                                                   | ×                                                      |
| 2014                                                                                                  | "Take It Back"                                                         | 85                            | —                             | —                             | —                             | —                             | —                             | —                             | —                             | —                             | —                             |               | - BPI: Prata - RMNZ: Ouro | ×                                                      |
| 2014                                                                                                  | "Nina"                                                                 | 57                            | —                             | —                             | —                             | —                             | 75                            | —                             | —                             | —                             | —                             |               | - BPI: Ouro - IFPI (DIN): Ouro - MC: Ouro - RMNZ: Ouro                                                                                     | ×                                                      |
| 2014                                                                                                  | "Runaway"                                                              | 71                            | —                             | —                             | —                             | —                             | —                             | —                             | —                             | —                             | —                             |               | - BPI: Ouro - MC: Ouro - RIAA: Ouro - RMNZ: Ouro                                                                                           | ×                                                      |
| 2014                                                                                                  | "Even My Dad Does Sometimes"                                           | 144                           | —                             | —                             | —                             | —                             | —                             | —                             | —                             | —                             | —                             |               | - BPI: Prata | ×                                                      |
| 2014                                                                                                  | "Shirtsleeves"                                                         | 195                           | —                             | —                             | —                             | —                             | —                             | —                             | —                             | —                             | —                             |               | - BPI: Prata | ×                                                      |
| 2014                                                                                                  | "Everything You Are"                                                   | 171                           | —                             | —                             | —                             | —                             | —                             | —                             | —                             | —                             | —                             |               | | "Don't"                                                |
| 2015                                                                                                  | "I Will Take You Home"                                                 | 69                            | —                             | —                             | —                             | —                             | 50                            | —                             | —                             | —                             | —                             |               | | "Bloodstream"                                          |
| 2015                                                                                                  | "Touch and Go"                                                         | —                             | 100                           | —                             | —                             | —                             | —                             | —                             | —                             | —                             | —                             |               | | ×: Wembley Edition                                     |
| 2017                                                                                                  | "Eraser"                                                               | 14                            | 21                            | 31                            | 36                            | 90                            | 75                            | 15                            | 19                            | 33                            | 31                            |               | - BPI: Platina - IFPI (DIN): Ouro - MC: Platina - RIAA: Ouro - RMNZ: Platina                                                               | ÷                                                      |
| 2017                                                                                                  | "Dive"                                                                 | 8                             | 23                            | 5                             | 19                            | 49                            | 67                            | 11                            | 4                             | 18                            | 28                            |               | - BPI: 2× Platina - AFP: Platina - ARIA: 3× Platina - IFPI (DIN): Platina - MC: 3× Platina - RIAA: Platina - RMNZ: 3× Platina - SNEP: Ouro | ÷                                                      |
| 2017                                                                                                  | "New Man"                                                              | 5                             | 20                            | 20                            | 21                            | 72                            | 83                            | 5                             | 13                            | 31                            | 29                            |               | - BPI: Platina - ARIA: 2× Platina - IFPI (DIN): Ouro - MC: Platina - RIAA: Ouro - RMNZ: Platina                                            | ÷                                                      |
| 2017                                                                                                  | "Hearts Don't Break Around Here"                                       | 15                            | 45                            | 32                            | 42                            | 93                            | 115                           | 13                            | 23                            | 37                            | 43                            |               | - BPI: Platina - IFPI (DIN): Ouro - MC: Platina - RIAA: Ouro - RMNZ: Platina                                                               | ÷                                                      |
| 2017                                                                                                  | "What Do I Know?"                                                      | 9                             | 35                            | 24                            | 26                            | 83                            | 98                            | 8                             | 14                            | 28                            | 25                            |               | - BPI: Platina - ARIA: 2× Platina - IFPI (DIN): Ouro - MC: 2× Platina - RIAA: Ouro - RMNZ: Platina                                         | ÷                                                      |
| 2017                                                                                                  | "Barcelona"                                                            | 12                            | 42                            | 36                            | 45                            | 96                            | 129                           | 10                            | 26                            | 40                            | 48                            |               | - BPI: Platina - MC: Platina - IFPI (DIN): Ouro - RIAA: Ouro - RMNZ: Platina                                                               | ÷                                                      |
| 2017                                                                                                  | "Bibia Be Ye Ye"                                                       | 18                            | 52                            | 39                            | 57                            | 105                           | 130                           | 14                            | 29                            | 56                            | 56                            |               | - BPI: Platina - IFPI (DIN): Ouro - MC: Platina - RIAA: Ouro - RMNZ: Platina                                                               | ÷                                                      |
| 2017                                                                                                  | "Nancy Mulligan"                                                       | 13                            | 37                            | 51                            | 37                            | 101                           | 127                           | 3                             | 27                            | 57                            | 50                            |               | - BPI: Platina - MC: Platina - IFPI (DIN): Ouro - RIAA: Ouro - RMNZ: Platina                                                               | ÷                                                      |
| 2017                                                                                                  | "Save Myself"                                                          | 19                            | 56                            | 38                            | 58                            | 103                           | 161                           | 16                            | 30                            | 54                            | 57                            |               | - BPI: Ouro - IFPI (DIN): Ouro - MC: Platina - RIAA: Ouro - RMNZ: Platina                                                                  | ÷                                                      |
| 2019                                                                                                  | "Remember the Name" (com participação de Eminem e 50 Cent)             | —                             | 29                            | 15                            | 20                            | 57                            | 145                           | 4                             | 10                            | 62                            | 20                            |               | - BPI: Ouro - IFPI (DIN): Ouro - MC: Platina - RMNZ: Platina                                                                               | No.6 Collaborations Project                            |
| 2019                                                                                                  | "Feels" (com participação de Young Thug e J Hus)                       | —                             | —                             | 54                            | 77                            | —                             | —                             | —                             | —                             | —                             | —                             |               | - BPI: Prata | No.6 Collaborations Project                            |
| 2019                                                                                                  | "Put It All on Me" (com participação de Ella Mai)                      | —                             | —                             | 48                            | 71                            | 122                           | —                             | —                             | —                             | —                             | —                             |               | - BPI: Prata - RMNZ: Ouro | No.6 Collaborations Project                            |
| 2019                                                                                                  | "Nothing on You" (com participação de Paulo Londra e Dave)             | —                             | —                             | 65                            | 85                            | —                             | —                             | —                             | —                             | —                             | —                             |               | - BPI: Prata - MC: Platina | No.6 Collaborations Project                            |
| 2019                                                                                                  | "1000 Nights" (com participação de Meek Mill e A Boogie wit da Hoodie) | —                             | —                             | 56                            | 65                            | —                             | —                             | —                             | —                             | —                             | —                             |               | - MC: Ouro | No.6 Collaborations Project                            |
| 2019                                                                                                  | "I Don't Want Your Money" (com participação de H.E.R.)                 | —                             | —                             | 64                            | 100                           | —                             | —                             | —                             | —                             | —                             | —                             |               | | No.6 Collaborations Project                            |
| 2019                                                                                                  | "Way to Break My Heart" (com participação de Skrillex)                 | —                             | —                             | 50                            | 79                            | —                             | —                             | —                             | —                             | —                             | 73                            |               | | No.6 Collaborations Project                            |
| 2021                                                                                                  | "Tides"                                                                | —                             | —                             | 43                            | 63                            | —                             | 169                           | —                             | —                             | 165                           | 75                            |               | - BPI: Prata | =                                                      |
| 2021                                                                                                  | "First Times"                                                          | —                             | —                             | 31                            | 50                            | 106                           | 126                           | —                             | 27                            | 129                           | 52                            |               | - BPI: Prata - MC: Ouro | =                                                      |
| 2021                                                                                                  | "Leave Your Life"                                                      | —                             | —                             | 67                            | 82                            | —                             | —                             | —                             | —                             | —                             | 95                            |               | | =                                                      |
| 2021                                                                                                  | "Collide"                                                              | —                             | —                             | 65                            | 79                            | —                             | —                             | —                             | —                             | —                             | 100                           |               | | =                                                      |
| 2021                                                                                                  | "Stop the Rain"                                                        | —                             | —                             | 69                            | 83                            | —                             | —                             | —                             | —                             | —                             | 89                            |               | | =                                                      |
| 2021                                                                                                  | "Love in Slow Motion"                                                  | —                             | —                             | 74                            | 85                            | —                             | —                             | —                             | —                             | —                             | —                             |               | | =                                                      |
| 2021                                                                                                  | "Sandman"                                                              | —                             | —                             | 98                            | —                             | —                             | —                             | —                             | —                             | —                             | —                             |               | | =                                                      |
| 2021                                                                                                  | "Be Right Now"                                                         | —                             | —                             | 99                            | —                             | —                             | —                             | —                             | —                             | —                             | —                             |               | | =                                                      |
| 2022                                                                                                  | "One Life"                                                             | —                             | —                             | —                             | —                             | —                             | —                             | —                             | —                             | —                             | 89                            |               | | =                                                      |
| 2023                                                                                                  | "End of Youth"                                                         | —                             | —                             | 100                           | —                             | —                             | —                             | —                             | —                             | —                             | —                             |               | | -                                                      |
| 2023                                                                                                  | "Curtains"                                                             | 16                            | 87                            | 24                            | 61                            | —                             | 97                            | —                             | 25                            | 200                           | 40                            |               | | -                                                      |
| 2023                                                                                                  | "Magical"                                                              | 49                            | —                             | —                             | —                             | —                             | —                             | 95                            | —                             | —                             | —                             |               | | Autumn Variations                                      |
| 2023                                                                                                  | "England"                                                              | 84                            | —                             | —                             | —                             | —                             | —                             | —                             | —                             | —                             | —                             |               | | Autumn Variations                                      |
| "—" denota itens que não conseguiram entrar nas tabelas musicais ou não foram lançados no território. |                                                                        |                               |                               |                               |                               |                               |                               |                               |                               |                               |                               |               | |                                                        |

## Participações em álbuns
| Ano                                                                                                   | Canção | Posições de pico nas tabelas musicais | Posições de pico nas tabelas musicais | Posições de pico nas tabelas musicais | Posições de pico nas tabelas musicais | Posições de pico nas tabelas musicais | Posições de pico nas tabelas musicais | Posições de pico nas tabelas musicais | Posições de pico nas tabelas musicais | Posições de pico nas tabelas musicais | Certificações                                           | Álbum                                                       |
| Ano                                                                                                   | Canção | RU                                    | ALE                                   | CAN                                   | ESC                                   | EUA                                   | FRA                                   | IRL                                   | NZL                                   | SUE                                   | Certificações                                           | Álbum                                                       |
| --- | --- | ------------------------------------- | ------------------------------------- | ------------------------------------- | ------------------------------------- | ------------------------------------- | ------------------------------------- | ------------------------------------- | ------------------------------------- | ------------------------------------- | ------------------------------------------------------- | ----------------------------------------------------------- |
| 2010                                                                                                  | "Raise Em Up" (aLonestar com participação de Ed Sheeran) | —                                     | —                                     | —                                     | —                                     | —                                     | —                                     | —                                     | —                                     | —                                     |                                                         | Isophase Light                                              |
| 2011                                                                                                  | "Sleeping with My Memories" (Mz. Bratt com participação de Ed Sheeran) | —                                     | —                                     | —                                     | —                                     | —                                     | —                                     | —                                     | —                                     | —                                     |                                                         | Elements                                                    |
| 2012                                                                                                  | "Pissed (With Pie)" (Chris Moyles com participação de Ed Sheeran) | —                                     | —                                     | —                                     | —                                     | —                                     | —                                     | —                                     | —                                     | —                                     |                                                         | The Difficult Second Album                                  |
| 2012                                                                                                  | "Charity Song" (Chris Moyles com participação de Chris Moyles, Davina McCall, Pixie Lott, Olly Murs, Gary Barlow, Danny O'Donoghue, Robbie Williams, James Corden, Ricky Wilson) | —                                     | —                                     | —                                     | —                                     | —                                     | —                                     | —                                     | —                                     | —                                     |                                                         | The Difficult Second Album                                  |
| 2012                                                                                                  | "25 Tracks" (Mikill Pane com participação de Ed Sheeran) | —                                     | —                                     | —                                     | —                                     | —                                     | —                                     | —                                     | —                                     | —                                     |                                                         | You Guest It                                                |
| 2012                                                                                                  | "Heaven" (David Stewart com participação de Ed Sheeran) | —                                     | —                                     | —                                     | —                                     | —                                     | —                                     | —                                     | —                                     | —                                     |                                                         | Late Night Viewing                                          |
| 2012                                                                                                  | "Deepest Shame (New Machine Remix)" (Plan B com participação de Ed Sheeran, Chip e Devlin)                                                                                       | 27                                    | —                                     | —                                     | —                                     | —                                     | —                                     | —                                     | —                                     | —                                     |                                                         | Deepest Shame (Remixes)                                     |
| 2013                                                                                                  | "Meanest Man" (Labrinth com participação de Wretch 32, Devlin, Ed Sheeran e ShezAr)                                                                                              | —                                     | —                                     | —                                     | —                                     | —                                     | —                                     | —                                     | —                                     | —                                     |                                                         | Atomic                                                      |
| 2013                                                                                                  | "Top Floor (Cabana)" (Naughty Boy com participação de Ed Sheeran) | —                                     | —                                     | —                                     | —                                     | —                                     | —                                     | —                                     | —                                     | —                                     |                                                         | Hotel Cabana                                                |
| 2013                                                                                                  | "Guiding Light" (Foy Vance com participação de Ed Sheeran) | —                                     | —                                     | —                                     | —                                     | —                                     | —                                     | —                                     | —                                     | —                                     |                                                         | Joy of Nothing                                              |
| 2013                                                                                                  | "Play It Loud" (Giggs com participação de Ed Sheeran) | —                                     | —                                     | —                                     | —                                     | —                                     | —                                     | —                                     | —                                     | —                                     |                                                         | When Will It Stop                                           |
| 2013                                                                                                  | "Back Someday" (Sway) | —                                     | —                                     | —                                     | —                                     | —                                     | —                                     | —                                     | —                                     | —                                     |                                                         | Wake Up                                                     |
| 2014                                                                                                  | "Candle in the Wind" | —                                     | —                                     | —                                     | —                                     | —                                     | —                                     | —                                     | 38                                    | —                                     |                                                         | Goodbye Yellow Brick Road: Revisited & Beyond               |
| 2014                                                                                                  | "Be My Forever" (Christina Perri com participação de Ed Sheeran) | —                                     | —                                     | —                                     | —                                     | —                                     | —                                     | —                                     | —                                     | —                                     |                                                         | Head or Heart                                               |
| 2014                                                                                                  | "Type of Shit I Hate/Interlude" (Ty Dolla Sign com participação de Fabolous, Ed Sheeran e YG)                                                                                    | —                                     | —                                     | —                                     | —                                     | —                                     | —                                     | —                                     | —                                     | —                                     |                                                         | $ign Language                                               |
| 2015                                                                                                  | "Rewind Repeat It" (Martin Garrix com participação de Ed Sheeran) | —                                     | —                                     | —                                     | —                                     | —                                     | —                                     | —                                     | —                                     | —                                     |                                                         | Não incluso em álbum                                        |
| 2015                                                                                                  | "I Was Made for Loving You" (Tori Kelly com participação de Ed Sheeran) | 142                                   | —                                     | 64                                    | —                                     | 110                                   | —                                     | —                                     | 21                                    | —                                     | - BPI: Prata - RIAA: Ouro - RMNZ: Platina               | Unbreakable Smile                                           |
| 2015                                                                                                  | "Dreams" (Krept and Konan com participação de Ed Sheeran) | —                                     | —                                     | —                                     | —                                     | —                                     | —                                     | —                                     | —                                     | —                                     |                                                         | The Long Way Home                                           |
| 2015                                                                                                  | "Reuf" (Nekfeu com participação de Ed Sheeran) | —                                     | —                                     | —                                     | —                                     | —                                     | 72                                    | —                                     | —                                     | —                                     |                                                         | Feu                                                         |
| 2015                                                                                                  | "Dark Times" (The Weeknd com participação de Ed Sheeran) | 92                                    | —                                     | —                                     | —                                     | 91                                    | —                                     | —                                     | —                                     | 60                                    | - BPI: Prata - IFPI (DIN): Ouro - MC: Ouro - RMNZ: Ouro | Beauty Behind the Madness                                   |
| 2015                                                                                                  | "Save It" (Tory Lanez com participação de Ed Sheeran) | —                                     | —                                     | —                                     | —                                     | —                                     | —                                     | —                                     | —                                     | —                                     |                                                         | Chixtape III                                                |
| 2015                                                                                                  | "Freakshow" (The Game com participação de Ed Sheeran) | —                                     | —                                     | —                                     | —                                     | —                                     | —                                     | —                                     | —                                     | —                                     |                                                         | Não incluso em álbum                                        |
| 2016                                                                                                  | "I Will Be There" (Eric Clapton com participação de Angelo Mysterioso) | —                                     | —                                     | —                                     | —                                     | —                                     | —                                     | —                                     | —                                     | —                                     |                                                         | I Still Do                                                  |
| 2017                                                                                                  | "Lifting You" (N.E.R.D com Ed Sheeran) | —                                     | —                                     | —                                     | —                                     | —                                     | —                                     | —                                     | —                                     | —                                     |                                                         | No One Ever Really Dies                                     |
| 2017                                                                                                  | "Satellite" (Kasey Chambers com participação de Ed Sheeran) | —                                     | —                                     | —                                     | —                                     | —                                     | —                                     | —                                     | —                                     | —                                     |                                                         | Dragonfly                                                   |
| 2018                                                                                                  | "Candle in the Wind" | —                                     | —                                     | —                                     | —                                     | —                                     | —                                     | —                                     | —                                     | —                                     |                                                         | Revamp: Reimagining the Songs of Elton John & Bernie Taupin |
| 2018                                                                                                  | "Hello Hi 2" (Big Narstie com participação de Ed Sheeran) | —                                     | —                                     | —                                     | —                                     | —                                     | —                                     | —                                     | —                                     | —                                     |                                                         | BDL Bipolar                                                 |
| 2019                                                                                                  | "City of Sin" (The Game com participação de Ed Sheeran) | —                                     | —                                     | —                                     | —                                     | —                                     | —                                     | —                                     | —                                     | —                                     |                                                         | Born 2 Rap                                                  |
| 2019                                                                                                  | "Roadside" (The Game com participação de Ed Sheeran) | —                                     | —                                     | —                                     | —                                     | —                                     | —                                     | —                                     | —                                     | —                                     |                                                         | Born 2 Rap                                                  |
| 2020                                                                                                  | "Those Kinda Nights" (Eminem com participação de Ed Sheeran) | 12                                    | —                                     | 22                                    | 19                                    | 31                                    | 115                                   | 20                                    | 30                                    | 20                                    | - BPI: Prata - ARIA: Ouro - RIAA: Ouro - RMNZ: Ouro     | Music to Be Murdered By                                     |
| 2021                                                                                                  | "10,000 Tears" (Ghetts com participação de Ed Sheeran) | —                                     | —                                     | —                                     | —                                     | —                                     | —                                     | —                                     | —                                     | —                                     |                                                         | Conflict of Interest                                        |
| 2021                                                                                                  | "Everything Has Changed (Taylor's Version)" (Taylor Swift com participação de Ed Sheeran)                                                                                        | —                                     | —                                     | 51                                    | —                                     | 63                                    | —                                     | —                                     | —                                     | —                                     | - ARIA: Ouro                                            | Red (Taylor's Version)                                      |
| 2021                                                                                                  | "Run (Taylor's Version) (from the Vault)" (Taylor Swift com participação de Ed Sheeran)                                                                                          | —                                     | —                                     | 28                                    | —                                     | 47                                    | —                                     | —                                     | —                                     | —                                     | - ARIA: Ouro                                            | Red (Taylor's Version)                                      |
| 2022                                                                                                  | "My G" (Aitch com participação de Ed Sheeran) | 6                                     | ―                                     | ―                                     | ―                                     | —                                     | ―                                     | 32                                    | ―                                     | ―                                     | - BPI: Ouro                                             | Close to Home                                               |
| 2023                                                                                                  | "Who We Love" (Sam Smith com participação de Ed Sheeran) | 85                                    | —                                     | —                                     | —                                     | —                                     | —                                     | 70                                    | —                                     | —                                     |                                                         | Gloria                                                      |
| 2023                                                                                                  | "Let Her Go" (Passenger com participação de Ed Sheeran) | —                                     | —                                     | —                                     | —                                     | —                                     | —                                     | —                                     | —                                     | —                                     |                                                         | All The Little Lights (Anniversary Edition)                 |
| 2023                                                                                                  | "Throw Your Arms Around Me" | —                                     | —                                     | —                                     | —                                     | —                                     | —                                     | —                                     | —                                     | —                                     |                                                         | Mushroom: 50 Years of Making Noise (Reimagined)             |
| "—" denota itens que não conseguiram entrar nas tabelas musicais ou não foram lançados no território. | |                                       |                                       |                                       |                                       |                                       |                                       |                                       |                                       |                                       |                                                         |                                                             |

1. ↑  Ed Sheeran contribuiu com vocais de apoio.[215]
2. ↑  Ed Sheeran foi creditado como Angelo Mysterioso em "I Will be There".